# Чемпионат Украины по фигурному катанию
Чемпионат Украины по фигурному катанию (укр. Чемпіонат України з фігурного катання) — ежегодное соревнование по фигурному катанию среди украинских фигуристов, организуемое Украинской федерацией фигурного катания на коньках.
На этом турнире спортсмены соревнуются в мужском и женском одиночном катании, парном фигурном катании и в спортивных танцах на льду.
С учётом результатов чемпионата Украины формируется сборная команда страны для участия в чемпионатах Европы и мира.
Чемпионат Украины проводится ежегодно с 1993 года.

## Медалисты

### Мужчины
| Медалисты в мужском одиночном катании | Медалисты в мужском одиночном катании | Медалисты в мужском одиночном катании | Медалисты в мужском одиночном катании | Медалисты в мужском одиночном катании |
| ------------------------------------- | ------------------------------------- | ------------------------------------- | ------------------------------------- | ------------------------------------- |
| Год                                   | Место                                 | Золото                                | Серебро                               | Бронза                                |
| 1993                                  | Одесса                                | Дмитрий Дмитренко                     | Вячеслав Загороднюк                   |                                       |
| 1994                                  | Киев                                  | Виктор Петренко                       | Дмитрий Дмитренко                     | Василий Ерёменко                      |
| 1995                                  |                                       | Вячеслав Загороднюк                   | Василий Ерёменко                      | Дмитрий Дмитренко                     |
| 1996                                  |                                       | Вячеслав Загороднюк                   | Дмитрий Дмитренко                     | Евгений Плюта                         |
| 1997                                  |                                       | Вячеслав Загороднюк                   | Евгений Плюта                         | Дмитрий Дмитренко                     |
| 1998                                  |                                       | Вячеслав Загороднюк                   | Дмитрий Дмитренко                     | Евгений Плюта                         |
| 1999                                  |                                       | Виталий Данильченко                   | Евгений Плюта                         | Дмитрий Дмитренко                     |
| 2000                                  | Киев                                  | Виталий Данильченко                   | Дмитрий Дмитренко                     | Константин Тупиков                    |
| 2001                                  | Киев                                  | Дмитрий Дмитренко                     | Виталий Данильченко                   | Константин Тупиков                    |
| 2002                                  |                                       | Виталий Данильченко                   | Дмитрий Дмитренко                     | Антон Ковалевский                     |
| 2003                                  |                                       | Константин Тупиков                    | Антон Ковалевский                     | Алексей Чумак                         |
| 2004                                  | Киев                                  | Виталий Данильченко                   | Антон Ковалевский                     | Николай Бондарь                       |
| 2005                                  | Киев                                  | Виталий Данильченко                   | Константин Тупиков                    | Антон Ковалевский                     |
| 2006                                  | Киев                                  | Антон Ковалевский                     | Виталий Данильченко                   | Виталий Сазонец                       |
| 2007                                  | Киев                                  | Антон Ковалевский                     | Алексей Быченко                       | Николай Бондарь                       |
| 2008                                  | Киев                                  | Виталий Сазонец                       | Алексей Быченко                       | Николай Бондарь                       |
| 2009                                  | Киев                                  | Антон Ковалевский                     | Виталий Сазонец                       | Николай Бондарь                       |
| 2010                                  | Днепропетровск                        | Антон Ковалевский                     | Виталий Сазонец                       | Алексей Быченко                       |
| 2011                                  | Киев                                  | Антон Ковалевский                     | Станислав Перцов                      | Дмитрий Игнатенко                     |
| 2012                                  | Киев                                  | Станислав Перцов                      | Дмитрий Игнатенко                     | Яков Годорожа                         |
| 2013                                  | Киев                                  | Яков Годорожа                         | Дмитрий Игнатенко                     | Игорь Резниченко                      |
| 2014                                  | Киев                                  | Яков Годорожа                         | Игорь Резниченко                      | Иван Павлов                           |
| 2015                                  | Киев                                  | Ярослав Паниот                        | Иван Павлов                           | Михаил Медуница                       |
| 2016                                  | Киев                                  | Иван Павлов                           | Ярослав Паниот                        | Михаил Медуница                       |
| 2017                                  | Киев                                  | Иван Павлов                           | Ярослав Паниот                        | Иван Шмуратко                         |
| 2018                                  | Киев                                  | Ярослав Паниот                        | Иван Павлов                           | Иван Шмуратко                         |
| 2019                                  | Киев                                  | Иван Шмуратко                         | Андрей Кокура                         | Михаил Лейба                          |
| 2020                                  | Киев                                  | Иван Шмуратко                         | Кирилл Лишенко                        | Андрей Кокура                         |
| 2021                                  | Киев                                  | Иван Шмуратко                         | Кирилл Лишенко                        | Фёдор Кулиш                           |
| 2022                                  | Киев                                  | Иван Шмуратко                         | Глеб Смотров                          | Кирилл Марсак                         |

### Женщины
| Медалисты в женском одиночном катании | Медалисты в женском одиночном катании | Медалисты в женском одиночном катании | Медалисты в женском одиночном катании | Медалисты в женском одиночном катании |
| ------------------------------------- | ------------------------------------- | ------------------------------------- | ------------------------------------- | ------------------------------------- |
| Год                                   | Место                                 | Золото                                | Серебро                               | Бронза                                |
| 1993                                  | Одесса                                | Оксана Баюл                           | Людмила Иванова                       |                                       |
| 1994                                  | Киев                                  | Оксана Баюл                           | Елена Ляшенко                         | Людмила Иванова                       |
| 1995                                  |                                       | Юлия Лавренчук                        | Елена Ляшенко                         |                                       |
| 1996                                  |                                       | Елена Ляшенко                         | Людмила Иванова                       | Юлия Лавренчук                        |
| 1997                                  |                                       | Юлия Лавренчук                        | Елена Ляшенко                         | Анна Нещерет                          |
| 1998                                  |                                       | Елена Ляшенко                         | Юлия Лавренчук                        | Галина Маняченко                      |
| 1999                                  |                                       | Елена Ляшенко                         | Юлия Лавренчук                        |                                       |
| 2000                                  | Киев                                  | Галина Маняченко                      | Елена Ляшенко                         |                                       |
| 2001                                  | Киев                                  | Елена Ляшенко                         | Светлана Пилипенко                    |                                       |
| 2002                                  |                                       | Галина Маняченко                      | Елена Ляшенко                         | Светлана Пилипенко                    |
| 2003                                  | Киев                                  | Елена Ляшенко                         | Галина Маняченко                      | Светлана Пилипенко                    |
| 2004                                  | Киев                                  | Галина Маняченко                      | Ольга Орлова                          | Ирина Лукьяненко                      |
| 2005                                  | Киев                                  | Елена Ляшенко                         | Екатерина Пройда                      | Ирина Лукьяненко                      |
| 2006                                  | Киев                                  | Елена Ляшенко                         | Алиса Киреева                         | Ирина Мовчан                          |
| 2007                                  | Киев                                  | Элеонора Винниченко                   | Ирина Мовчан                          | Анастасия Листопад                    |
| 2008                                  | Киев                                  | Элеонора Винниченко                   | Екатерина Пройда                      | Анастасия Листопад                    |
| 2009                                  | Киев                                  | Ирина Мовчан                          | Элеонора Винниченко                   | Анастасия Листопад                    |
| 2010                                  | Днепропетровск                        | Наталья Попова                        | Ирина Мовчан                          | Анастасия Кононенко                   |
| 2011                                  | Киев                                  | Ирина Мовчан                          | Анастасия Кононенко                   | Полина Огарева                        |
| 2012                                  | Киев                                  | Наталья Попова                        | Алина Милевская                       | Анастасия Кононенко                   |
| 2013                                  | Киев                                  | Наталья Попова                        | Алина Милевская                       | Анна Хныченкова                       |
| 2014                                  | Киев                                  | Наталья Попова                        | Алина Милевская                       | Анна Хныченкова                       |
| 2015                                  | Киев                                  | Наталья Попова                        | Анна Хныченкова                       | Алина Белецкая                        |
| 2016                                  | Киев                                  | Анастасия Гожва                       | Анна Хныченкова                       | Дарья Гожва                           |
| 2017                                  | Киев                                  | Анна Хныченкова                       | Анастасия Гожва                       | Дарья Гожва                           |
| 2018                                  | Киев                                  | Анастасия Архипова                    | Анна Хныченкова                       | Анастасия Гожва                       |
| 2019                                  | Киев                                  | Анастасия Архипова                    | Анна Иванченко                        | Марина Жданович                       |
| 2020                                  | Киев                                  | Анастасия Шаботова                    | Таисия Спесивцева                     | Анастасия Гожва                       |
| 2021                                  | Киев                                  | Анастасия Шаботова                    | Таисия Спесивцева                     | Мария Андрийчук                       |
| 2022                                  | Киев                                  | Анастасия Шаботова                    | Анастасия Гожва                       | Анастасия Архипова                    |

### Парное катание
| Медалисты в парном катании | Медалисты в парном катании | Медалисты в парном катании             | Медалисты в парном катании                | Медалисты в парном катании               |                           |
| -------------------------- | -------------------------- | -------------------------------------- | ----------------------------------------- | ---------------------------------------- | ------------------------- |
| Год                        | Место                      | Золото                                 | Серебро                                   | Бронза                                   |                           |
| 1993                       | Одесса                     | Светлана Пристав / Вячеслав Ткаченко   |                                           |                                          |                           |
| 1994                       | Киев                       | Елена Белоусовская / Игорь Маляр       | Светлана Пристав / Вячеслав Ткаченко      |                                          |                           |
| 1995                       |                            | Елена Белоусовская / Сергей Поталов    | Лилия Машковская / Игорь Маляр            | не было других участников                |                           |
| 1996                       |                            | Евгения Филоненко / Игорь Марченко     |                                           |                                          |                           |
| 1997                       |                            | Елена Белоусовская / Станислав Морозов | Евгения Филоненко / Игорь Марченко        | Юлия Обертас / Дмитрий Паламарчук        |                           |
| 1998                       |                            | Евгения Филоненко / Игорь Марченко     | Юлия Обертас / Дмитрий Паламарчук         | не было других участников                |                           |
| 1999                       |                            | Юлия Обертас / Дмитрий Паламарчук      | Алёна Савченко / Станислав Морозов        | Татьяна Чуваева / Вячеслав Чилий         |                           |
| 2000                       | Киев                       | Алёна Савченко / Станислав Морозов     | Юлия Обертас / Дмитрий Паламарчук         | не было других участников                |                           |
| 2001                       | Киев                       | Алёна Савченко / Станислав Морозов     | Виктория Максюта / Виталий Дубина         | Татьяна Чуваева / Дмитрий Паламарчук     |                           |
| 2002                       |                            | Татьяна Чуваева / Дмитрий Паламарчук   | Виктория Максюта / Виталий Дубина         | не было других участников                |                           |
| 2003                       | Киев                       | Татьяна Чуваева / Дмитрий Паламарчук   | Татьяна Волосожар / Пётр Харченко         | Юлия Белоглазова / Андрей Бекх           |                           |
| 2004                       | Киев                       | Татьяна Волосожар / Пётр Харченко      | Юлия Белоглазова / Андрей Бех             | Дарья Бескоровяная / Богдан Березенко    |                           |
| 2005                       | Киев                       | Татьяна Волосожар / Станислав Морозов  | Юлия Белоглазова / Андрей Бех             | Алина Дикхтяр / Филлип Залевский         |                           |
| 2006                       | Киев                       | Юлия Белоглазова / Андрей Бех          | Алина Дикхтяр / Филлип Залевский          | Александра Тетенко / Дмитрий Паламарчук  |                           |
| 2007                       | Киев                       | Татьяна Волосожар / Станислав Морозов  | Юлия Белоглазова / Андрей Бех             | не было других участников                |                           |
| 2008                       | Киев                       | Татьяна Волосожар / Станислав Морозов  | Екатерина Костенко / Роман Талан          | Виктория Кучеренко / Андрей Бех          |                           |
| 2009                       | Киев                       | Екатерина Костенко / Роман Талан       | Анна Хныченкова / Сергей Кульбач          | Екатерина Мельник / Сергей Дейнека       |                           |
| 2010                       | Днепропетровск             | Татьяна Волосожар / Станислав Морозов  | Екатерина Костенко / Роман Талан          | Юлия Лаврентьева / Юрий Рудык            |                           |
| 2011                       | Киев                       | Юлия Лаврентьева / Юрий Рудык          | Александра Горовая / Константин Медовиков | Елизавета Усманцева / Илан Анчиполовский |                           |
| 2012                       | Киев                       | Юлия Лаврентьева / Юрий Рудык          | Елизавета Усманцева / Владислав Лысой     | не было других участников                |                           |
| 2013                       | Киев                       | Елизавета Усманцева / Сергей Кульбач   | Александра Горовая / Сергей Дейнега       | не было других участников                |                           |
| 2014                       | Киев                       | Юлия Лаврентьева / Юрий Рудык          | Елизавета Усманцева / Роман Талан         | не было других участников                |                           |
| 2015                       | Киев                       | Рената Оганесян / Марк Бардей          | не было других участников                 | не было других участников                |                           |
| 2016                       | Киев                       | Рената Оганесян / Марк Бардей          | Анастасия Побиженко / Дмитрий Шарпар      | не было других участников                | не было других участников |
| 2017                       | Киев                       | Рената Оганесян / Марк Бардей          | не было других участников                 | не было других участников                |                           |
| 2018                       | Киев                       | София Нестерова / Артём Даренский      | не было других участников                 | не было других участников                |                           |
| 2019                       | Киев                       | София Нестерова / Артём Даренский      | Виктория Бычкова / Иван Хобта             | София Голиченко / Иван Павлов            |                           |
| 2020                       | Киев                       | Катерина Дзицюк / Иван Павлов          | Виктория Бычкова / Иван Хобта             | София Нестерова / Артём Даренский        |                           |
| 2021                       | Киев                       | Виолетта Серова / Иван Хобта           | София Голиченко / Артём Даренский         | н/д                                      |                           |
| 2022                       | Киев                       | София Голиченко / Артём Даренский      | Нет участников                            | Нет участников                           |                           |

### Танцы на льду
| Медалисты в танцах на льду | Медалисты в танцах на льду | Медалисты в танцах на льду             | Медалисты в танцах на льду              | Медалисты в танцах на льду           |
| -------------------------- | -------------------------- | -------------------------------------- | --------------------------------------- | ------------------------------------ |
| Год                        | Место                      | Золото                                 | Серебро                                 | Бронза                               |
| 1993                       | Одесса                     | Ирина Романова / Игорь Ярошенко        | Елена Грушина / Руслан Гончаров         |                                      |
| 1994                       | Киев                       | Ирина Романова / Игорь Ярошенко        | Светлана Черникова / Александр Сосненко | Елена Грушина / Руслан Гончаров      |
| 1995                       | Киев                       | Ирина Романова / Игорь Ярошенко        | Елена Грушина / Руслан Гончаров         |                                      |
| 1996                       | Киев                       | Ирина Романова / Игорь Ярошенко        | Наталья Гудина / Виталий Куркудым       | Елена Грушина / Руслан Гончаров      |
| 1997                       | Одесса                     | Ирина Романова / Игорь Ярошенко        | Елена Грушина / Руслан Гончаров         | Наталья Гудина / Виталий Куркудым    |
| 1998                       | Киев                       | Ирина Романова / Игорь Ярошенко        | Елена Грушина / Руслан Гончаров         |                                      |
| 1999                       | Киев                       | Елена Грушина / Руслан Гончаров        | Кристина Кобаладзе / Олег Войко         | Татьяна Куркудым / Юрий Кочерженко   |
| 2000                       | Киев                       | Кристина Кобаладзе / Олег Войко        | Виктория Ползыкина / Александр Шакалов  | Алла Бекназарова / Юрий Кочерженко   |
| 2001                       | Киев                       | Алла Бекназарова / Юрий Кочерженко     | Виктория Ползыкина / Александр Шакалов  | Юлия Головина / Олег Войко           |
| 2002                       | Киев                       | Елена Грушина / Руслан Гончаров        | Юлия Головина / Олег Войко              | Юлия Григоренко / Александр Шакалов  |
| 2003                       | Киев                       | Юлия Головина / Олег Войко             | Марьяна Козлова / Сергей Баранов        | Алла Бекназарова / Юрий Кочерженко   |
| 2004                       | Киев                       | Елена Грушина / Руслан Гончаров        | Юлия Головина / Олег Войко              | Марьяна Козлова / Сергей Баранов     |
| 2005                       | Киев                       | Елена Грушина / Руслан Гончаров        | Юлия Головина / Олег Войко              | Алла Бекназарова / Владимир Зуев     |
| 2006                       | Киев                       | Елена Грушина / Руслан Гончаров        | Юлия Головина / Олег Войко              | Анна Задорожнюк / Сергей Вербилло    |
| 2007                       | Киев                       | Алла Бекназарова / Владимир Зуев       | Анна Задорожнюк / Сергей Вербилло       | Алина Сапрыкина / Павел Химич        |
| 2008                       | Киев                       | Алла Бекназарова / Владимир Зуев       | Анна Задорожнюк / Сергей Вербилло       | Алина Сапрыкина / Павел Химич        |
| 2009                       | Киев                       | Анна Задорожнюк / Сергей Вербилло      | Алла Бекназарова / Владимир Зуев        | Надежда Фроленкова / Михаил Касало   |
| 2010                       | Днепропетровск             | Анна Задорожнюк / Сергей Вербилло      | Алла Бекназарова / Владимир Зуев        | Надежда Фроленкова / Михаил Касало   |
| 2011                       | Киев                       | Шивон Хикин-Кенеди / Александр Шакалов | Надежда Фроленкова / Михаил Касало      | Ирина Бабченко / Виталий Никифоров   |
| 2012                       | Киев                       | Шивон Хикин-Кенеди / Дмитрий Дунь      | Надежда Фроленкова / Михаил Касало      | Ирина Бабченко / Виталий Никифоров   |
| 2013                       | Киев                       | Шивон Хикин-Кенеди / Дмитрий Дунь      | Надежда Фроленкова / Виталий Никифоров  | Дарья Коротицкая / Максим Сподырев   |
| 2014                       | Киев                       | Шивон Хикин-Кенеди / Дмитрий Дунь      | Надежда Фроленкова / Виталий Никифоров  | Лолита Ермак / Алексей Шумский       |
| 2015                       | Киев                       | Александра Назарова / Максим Никитин   | Лолита Ермак / Алексей Шумский          | Валерия Гайструк / Алексей Олейник   |
| 2016                       | Киев                       | Валерия Гайструк / Алексей Олейник     | Анжелика Юрченко / Владимир Беликов     | Мария Голубцова / Кирилл Белобров    |
| 2017                       | Киев                       | Александра Назарова / Максим Никитин   | Дарья Попова / Владимир Беликов         | Юлия Жата / Ян Луковский             |
| 2018                       | Киев                       | Александра Назарова / Максим Никитин   | Дарья Попова / Владимир Беликов         | Юлия Жата / Ян Луковский             |
| 2019                       | Киев                       | Дарья Попова / Владимир Беликов        | Юлия Жата / Ян Луковский                | Алиса Лупашко / Владислав Хоменский  |
| 2020                       | Киев                       | Александра Назарова / Максим Никитин   | Дарья Попова / Владимир Беликов         | Мария Голубцова / Кирилл Белобров    |
| 2021                       | Киев                       | Александра Назарова / Максим Никитин   | Мария Голубцова / Кирилл Белобров       | Дарья Попова / Владимир Беликов      |
| 2022                       | Киев                       | Александра Назарова / Максим Никитин   | Мария Голубцова / Кирилл Белобров       | Анастасия Саммель / Даниил Ефременко |